# Jimeno II de Vasconia
Seguin o Jimeno II (muerto 846), llamado Mostelanicus, fue conde de Burdeos y Saintes de 840 y duque de Vasconia de 845. Era hijo o nieto de Jimeno I, duque nombrado por Carlomagno.
Cuando Luis el Piadoso sometió Aquitania y se lo arrebató a su nieto rebelde Pipino II en 839, empezó a dividirlo en condados y entregarlos a aquellos leales a él. Jimeno fue uno de los nuevos condes. La intención del emperador era probablemente instalar a un duque con conexiones locales para reducir el poder de Sancho Sánchez, el líder local que se oponía tanto a Pipino como a Luis.
Jimeno continuó apoyando a Luis hasta su muerte y luego a su sucesor, Carlos el Calvo, pero su fidelidad al último cambió y se pasó al bando de Pipino. Fue premiado con el título de dux Wasconum —Duque de Vasconia — probablemente referido a la marca franca contra los Gascones de Sancho. En otoño de 845, Jimeno luchó contra los Vikingos en Burdeos y Saintes pero fue capturado y ejecutado.
Fue sucedido por Guillermo de Septimania, designado para el cargo por Pipino II de Aquitania para sustituirle.